# Nyssia zieschangi
Nyssia zieschangi là một loài bướm đêm trong họ Geometridae.